# Carl Wendt (Politiker)
Carl Wendt (auch Karl) (* 2. Februar 1887 in Rodach; † 1. Januar 1936 in Kairo) war ein deutscher Politiker (SPD) und Mitglied der Landesversammlung des Freistaates Coburg.
Wendt machte nach dem Abschluss der Volksschule in Rodach eine Lehre als Klempner. Er war mehrere Jahre als Monteur für eine Maschinenfabrik in Griechenland und Ägypten beschäftigt. Während des Ersten Weltkrieges folgten Tätigkeiten im Rahmen der deutschen Militärhilfe beim U-Boot-Bau in der Türkei. Von 1918 bis 1923 war er erneut Monteur mit Wohnsitz in Rodach und war seit 1923 in Kairo tätig.
1918 trat er der SPD bei. Bei den Landtagswahlen am 9. Februar 1919 wurde er in die Landesversammlung des Freistaates Coburg gewählt. Im Parlament war er stellvertretender Schriftführer.